# الدوري الإسباني الدرجة الثانية 1987–88
دوري الدرجة الثانية الإسباني 1987–88 (بالإسبانية: Segunda División de España 1987-88)‏ هو الموسم 57 من دوري الدرجة الثانية الإسباني. أشرف على تنظيمه الاتحاد الملكي الإسباني لكرة القدم، وكان عدد الأندية المشاركة فيه 20، وفاز فيه سي دي مالقا.